# تانا (أسول)
تانا هي إحدى مشيخات المملكة المغربية، تتبع جغرافيا لإقليم تنغير وإداريًا لأسول. يقدر عدد سكانها بـ 768 نسمة حسب الإحصاء الرسمي للسكان والسكنى لسنة 2004.